# 若桜鉄道若桜線
若桜線（わかさせん）は、鳥取県八頭郡八頭町の郡家駅から、鳥取県八頭郡若桜町の若桜駅に至る若桜鉄道が運営する鉄道路線である。
元は国鉄再建法施行に伴い第1次特定地方交通線に選定され、廃止された西日本旅客鉄道（JR西日本）の路線で、1987年（昭和62年）に若桜鉄道が引き継いだ。2009年（平成21年）から沿線自治体である八頭町・若桜町が施設を保有する上下分離方式に移行した。

## 路線データ
- 管轄（事業種別）：若桜鉄道（第二種鉄道事業者）、若桜町および八頭町（第三種鉄道事業者）
- 路線距離（営業キロ）：19.2km
- 軌間：1067mm
- 駅数：9駅（起終点駅含む）
- 複線区間：なし（全線単線）
- 電化区間：なし（全線非電化）
- 閉塞方式：特殊自動閉塞式（軌道回路検知式）
- 交換可能駅：八東駅[3]
- 最高速度：65km/h[2]

## 運転
全列車が各駅に停車する普通列車である。1日14往復（2時間に1本程度、朝夕ラッシュ時は1時間に1本程度。土曜・休日は1日13往復）の運行で、1 - 3両編成で運転されており、1両編成の場合はワンマン運転である。半数程度の列車が郡家駅からJR西日本の因美線に直通し、鳥取駅まで運転される。
若桜駅の始発は6時10分、郡家駅の最終は22時29分である。2010年3月12日までは郡家駅の始発は5時台で、折り返し若桜駅の始発になっていた。若桜駅の最終も22時であったが、翌13日の改正で郡家駅の始発7時台、若桜駅の最終20時台に見直された。
国鉄時代の1968年10月1日ダイヤ改正時点では、鳥取駅 - 若桜駅間に9往復（気動車列車5往復、客車列車4往復）が設定されており、客車列車のうち下り2本（321・323列車）、上り3本（322・324・328列車）は混合列車として運転されていた。若桜線内では全ての列車が各駅に停車していたが、上り322混合列車（若桜駅6時40分発→鳥取駅7時49分着）のみは途中駅では旅客扱いだけで、貨物扱いは行わなかった。
また一時期、始発列車が急行「砂丘」の間合い運用だったことがある。
2009年3月13日まで平日朝に山陰本線宝木駅まで直通する列車が設定されていたが、翌14日の改正で鳥取行きに変更された。この列車は国鉄時代から運転されていた湖山行きの列車を1996年3月16日に宝木行きに延長したもので、2004年10月16日の改正で土曜・休日は鳥取行きになっていた。2010年3月13日のダイヤ改正で夜に米子発若桜行きの普通列車が設定され、山陰本線直通列車が一時復活した。2015年3月14日のダイヤ改正で鳥取駅で系統分割されて鳥取発となり、山陰本線直通列車が再び廃止された。
乗務員の運用も特例により車両の所属会社による相互乗り入れとなっていたが、2010年3月13日のダイヤ改正からはそれぞれ自社線内のみを担当するようになった。
全線1閉塞であったが、2020年3月14日のダイヤ改正で八東駅に列車交換設備が新設され、5往復（土曜・休日は4往復）増発して15往復（土曜・休日は14往復）となっている。同時に、JR西日本キハ47形の乗り入れが廃止された。

## 使用車両
すべて気動車で運転されている。以下に示す車両は全て気動車である。

### 現用
- WT3000形・WT3300形

### 過去
- JR西日本キハ47形
- JR西日本キハ58系・キハ65形

国鉄時代の全旅客列車が気動車化される直前は、1日9往復のうち3往復の列車が蒸気機関車牽引となっており、基本的にC11形蒸気機関車が60系客車（オハニ61＋オハフ61など）を引く編成で、専用の貨物列車はなく、貨物があるときはこの客車列車に併結する形を取っていた。

## 歴史
改正鉄道敷設法別表第88号に掲げる予定線「鳥取県郡家ヨリ若桜ヲ経テ兵庫県八鹿附近ニ至ル鉄道」の一部であるが、若桜から先の八鹿（現在の養父市）方面へは着工されなかった。
開通した1930年当時は、沿線周辺で伐採されるスギ丸太の貨物輸送に盛んに利用された。第二次世界大戦時には余部鉄橋への爆撃を危惧した軍部が山陰本線のバイパス路線として八鹿方面への延伸も計画したものの、戦後になると計画は霧消。林業は斜陽化し、並行するバス路線は増発を続けたため次第に赤字に拍車がかかるようになった。
- 1930年（昭和5年）
  - 1月20日 - 若桜線 郡家 - 隼（2.8M≒4.51km）が開業。因幡船岡駅、隼駅が開業。
  - 4月1日 - 営業距離の単位をマイルからメートルに変更（2.8M→4.5km）。
  - 12月1日 - 隼 - 若桜間 (14.7km) が延伸開業し全線開通。八東駅、丹比駅、若桜駅が開業。
- 1932年（昭和7年）2月5日 - 安部駅が開業。
- 1935年（昭和10年）3月15日 - 鳥取駅 - 若桜駅間気動車運行開始[9]
- 1970年（昭和45年）3月 蒸気機関車の運転を廃止[10]。
- 1974年（昭和49年）10月1日 - 全線の貨物営業廃止。
- 1981年（昭和56年）9月18日 - 第1次廃止対象特定地方交通線として廃止承認。
- 1982年（昭和57年）7月1日 - DE10形ディーゼル機関車牽引の客車列車廃止により全列車を気動車化。
- 1986年（昭和61年）10月7日 - 第三セクター鉄道への転換を決定[11]。
- 1987年（昭和62年）
  - 4月1日 - 国鉄分割民営化により西日本旅客鉄道が承継。
  - 10月14日 - JR若桜線廃止[1]。若桜鉄道に転換[1]。
- 1996年（平成8年）10月1日 - 八頭高校前駅開業[12]。
- 2002年（平成14年）3月23日 - 徳丸駅開業[13]。
- 2003年（平成15年）10月 - 閉塞方式を「票券閉塞式」から「特殊自動閉塞式」に変更[14]。
- 2008年（平成20年）7月23日 - 駅舎、転車台など23の鉄道構造物が一括して国の登録有形文化財に登録。
- 2009年（平成21年）
  - 3月14日 - 平日朝に運転されていた山陰本線宝木直通列車を鳥取止めに変更。
  - 4月1日 - 鉄道施設が若桜町および八頭町に譲渡され、両町が当線の第三種鉄道事業者、若桜鉄道が第二種鉄道事業者となる上下分離方式による運営に変更。
- 2015年（平成27年）4月11日 - 若桜駅で保存されている蒸気機関車C12を本線走行させる「SL走行社会実験」を実施。
- 2018年（平成30年）3月4日 - 観光列車「昭和」の運行開始（車両デザインは水戸岡鋭治）[15][16]。
- 2020年（令和2年）3月14日 - 八東駅に列車交換設備が設置され、5往復増発[3][6]。JR西日本の車両（キハ47形）の乗り入れを廃止。

## 駅一覧
- 全駅鳥取県八頭郡に所在。
- *印は転換後に設置された新駅。
- 全列車普通列車（各駅に停車）。
- 線路（全線単線） … ◇・∨：列車交換可能、｜：列車交換不可

| 駅名          | 営業キロ | 営業キロ | 接続路線                | 線路 | 所在地 |
| 駅名          | 駅間     | 累計     | 接続路線                | 線路 | 所在地 |
| ------------- | -------- | -------- | ----------------------- | ---- | ------ |
| 郡家駅        | -        | 0.0      | 西日本旅客鉄道： 因美線 | ∨    | 八頭町 |
| 八頭高校前駅* | 0.9      | 0.9      |                         | ｜   | 八頭町 |
| 因幡船岡駅    | 1.5      | 2.4      |                         | ｜   | 八頭町 |
| 隼駅          | 2.0      | 4.4      |                         | ｜   | 八頭町 |
| 安部駅        | 2.7      | 7.1      |                         | ｜   | 八頭町 |
| 八東駅        | 2.7      | 9.8      |                         | ◇    | 八頭町 |
| 徳丸駅*       | 1.8      | 11.6     |                         | ｜   | 八頭町 |
| 丹比駅        | 1.9      | 13.5     |                         | ｜   | 八頭町 |
| 若桜駅        | 5.7      | 19.2     |                         | ｜   | 若桜町 |

1. ↑  国鉄時代は、隼駅・八東駅・丹比駅の営業キロがそれぞれ0.1km若桜寄りに設定されていた。

若桜駅は若桜鉄道の直営駅、徳丸駅が無人駅である。その他の駅は簡易委託駅である。なお、郡家駅はJR西日本との共同使用駅でありJRの駅員はいるが、若桜線の乗車券等の発券業務は行っていない（併設の観光案内所で定期券や回数券を含めた乗車券を発売）。

## 特記事項

### 日本一安い運賃
郡家駅 - 八頭高校前駅間の大人普通運賃は100円であるが（2021年4月1日現在。参考：若桜鉄道の項目に運賃表あり）、2007年3月31日までは60円で日本一安い鉄道運賃であった。2007年1月、廃線の危機の中での増収策の一環として実施される値上げに伴い、この区間だけ据え置くことは不公平だとして、同年4月1日から100円に値上げされた。この運賃改定実施後の日本一安い運賃は北大阪急行電鉄の大人初乗り運賃80円（2015年4月1日の運賃改定で90円）となったが、北大阪急行電鉄も2017年4月1日の運賃改定で100円に値上げしたため、1位タイではあるものの再び日本一安い運賃となった。

### 蒸気機関車の保存運転

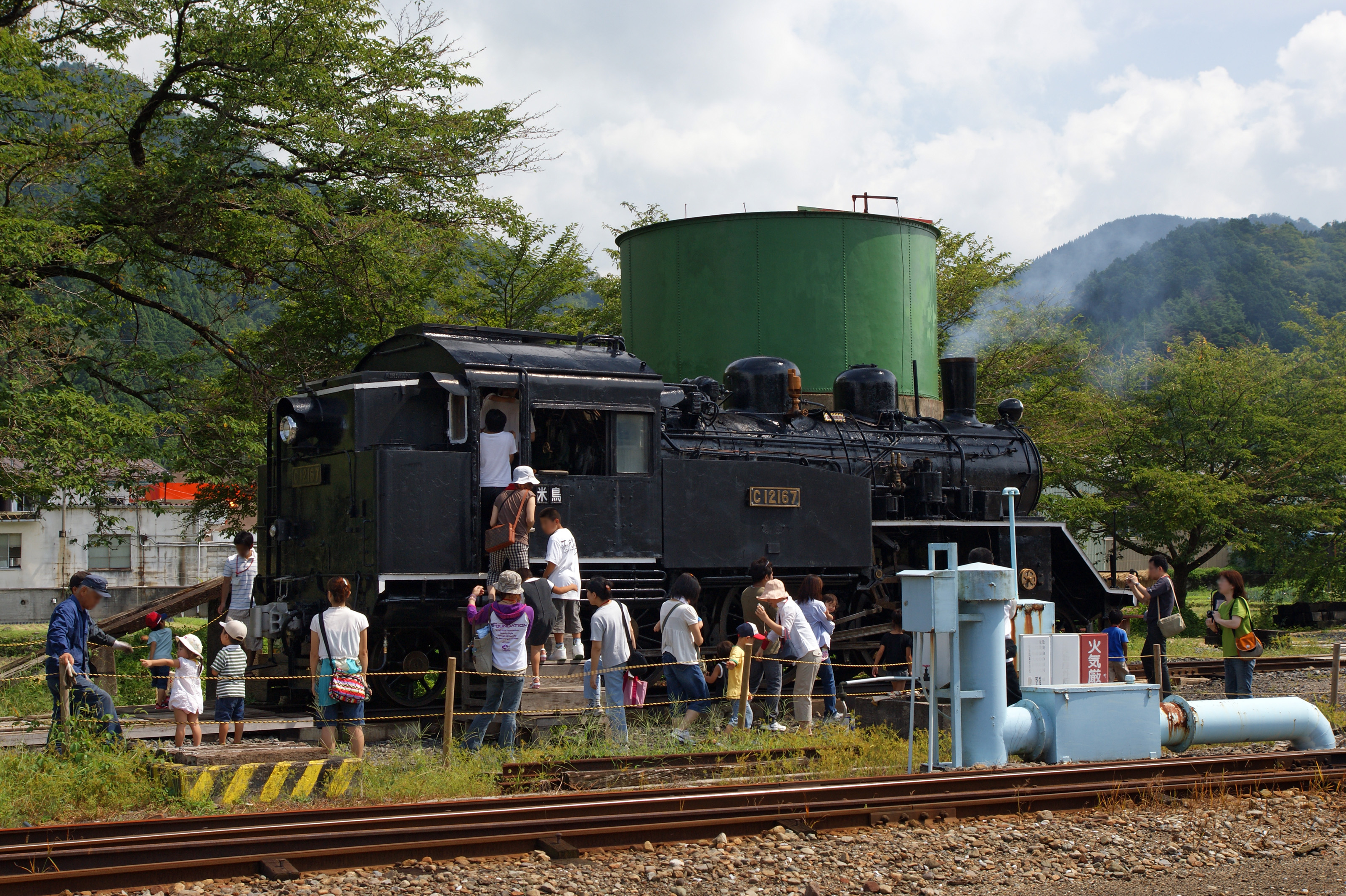
C12 167

2007年8月、兵庫県多可町で保存されていた蒸気機関車C12 167を譲り受けて整備を行い、若桜鉄道開業20周年となった同年10月14日、コンプレッサーからの圧縮空気を動力源として若桜駅構内を走行した。同駅構内にある転車台・給水塔などと蒸気機関車が、古きよき風景をかもし出していることから、観光団体のツアーにも評判である。なお、同車は若桜線で終戦を迎えた機関車でもある。
鳥取県も県の公式ホームページで、観光業者への観光ルートとして、若桜鉄道を利用して若桜駅の鉄道文化施設を見学するツアーを斡旋しており、利用促進に官民挙げて取り組んでいる。一連の取り組みは、国土交通省の地方鉄道活性化の一例として取り上げられている。
日本で初めて、沿線全体の古い施設を一括して登録有形文化財として登録するよう申請し、2008年、若桜、丹比、八東、安倍、隼、因幡船岡各駅の本屋及びプラットホーム、その他橋梁や転車台など各種施設の登録が告示された。
若桜鉄道ではこの蒸気機関車C12 167の本線走行を目指しており、2015年4月11日、蒸気機関車（SL）による経済効果を測定するSL走行社会実験として、若桜 - 八東間をDD16形ディーゼル機関車に牽引される形で往復運転を行った。ただし、C12 167は車籍がないため「線路閉鎖された線路上で運転される事業用車両」としての扱いで、ディーゼル機関車と蒸気機関車の間に連結される12系客車には、乗客の代わりにかかしを載せた。その結果、集客は1万3468人、1日の経済波及効果が1805万円と発表された。
2016年以降は、5月1日を語呂合わせで「恋の日」とし、これにあわせてピンク色に塗装されてイベントに登場しており、連結したトロッコに観光客を乗せて駅構内を走ることもある。